# Анизи-ле-Шато (кантон)
Анизи-ле-Шато (фр. Anizy-le-Château) — упраздненный кантон во Франции, регион Пикардия. Департамент кантона — Эна. Входил в состав округа Лан. Население кантона на 2010 год составляло 10 781 человек.
Код INSEE кантона — 0201. Всего в кантон Анизи-ле-Шато входят 23 коммун, из них главной коммуной являлась Анизи-ле-Шато.

## Коммуны кантона
В состав кантона входили коммуны (население по данным Национального института статистики Архивная копия от 16 декабря 2013 на Wayback Machine за 2010 г.):
- Анизи-ле-Шато — население 1 895 чел.
- Бассоль-Оле — население 132 чел.
- Бранкур-ан-Ланнуа — население 677 чел.
- Бургиньон-су-Монбавен — население 133 чел.
- Виссиньикур — население 150 чел.
- Воксайон — население 490 чел.
- Восель-э-Бефкур — население 210 чел.
- Лаваль-ан-Ланнуа — население 255 чел.
- Ланикур — население 175 чел.
- Лизи — население 269 чел.
- Мерльё-э-Фукроль — население 273 чел.
- Мон-ан-Ланнуа — население 1 149 чел.
- Монантёй — население 137 чел.
- Монбавен — население 41 чел.
- Пинон — население 1 811 чел.
- Премонтре — население 769 чел.
- Руайокур-э-Шельве — население 198 чел.
- Сесьер — население 470 чел.
- Сюзи — население 307 чел.
- Фокукур — население 311 чел.
- Шайвуа — население 188 чел.
- Шевреньи — население 192 чел.
- Юрсель — население 549 чел.

## Экономика
Структура занятости населения :
- сельское хозяйство — 4,0 %
- промышленность — 9,2 %
- строительство — 16,8 %
- торговля, транспорт и сфера услуг — 22,8 %
- государственные и муниципальные службы — 47,2 %

## Политика
На президентских выборах 2012 г. жители кантона отдали в 1-м туре 29,2 % голосов Франсуа Олланду против 24,6 % у Марин Ле Пен и 21,9 % у Николя Саркози, во 2-м туре в кантоне победил Олланд, получивший 56,1 % (2007 г. 1 тур: Саркози — 27,9 %, Сеголен Руаяль — 25,1 %; 2 тур: Саркози — 50,6 %). На выборах в Национальное собрание в 2012 г. по 1-му избирательному округу департамента Эна они поддержали альтернативного левого кандидата, действующего депутата Рене Дозьера, получившего 31,9 % голосов в 1-м туре и 45,7 % голосов — во 2-м туре (из трех кандидатов).
|  | Кандидат     | Партия                           | % голосов |
|  | ------------ | -------------------------------- | --------- |
|  | Даниель Куно | Демократическая левая инициатива | 68,61     |
|  | Жерар Жарлен | Национальный фронт               | 31,39     |

|  | Кандидат      | Партия                           | % голосов |
|  | ------------- | -------------------------------- | --------- |
|  | Даниель Куно  | Демократическая левая инициатива | 55,16     |
|  | Режи де Бютте | Прочие правые                    | 17,27     |
|  | Эрик Грегуар  | Национальный фронт               | 16,80     |
|  | Клер Леду     | Крайне левые                     | 10,77     |